# الأكراد في الأردن
| عمّان، إربد، السلط والزرقاء |

| العربية، الكردية |

| مسلمون سنة، علويون، ويزيديون |

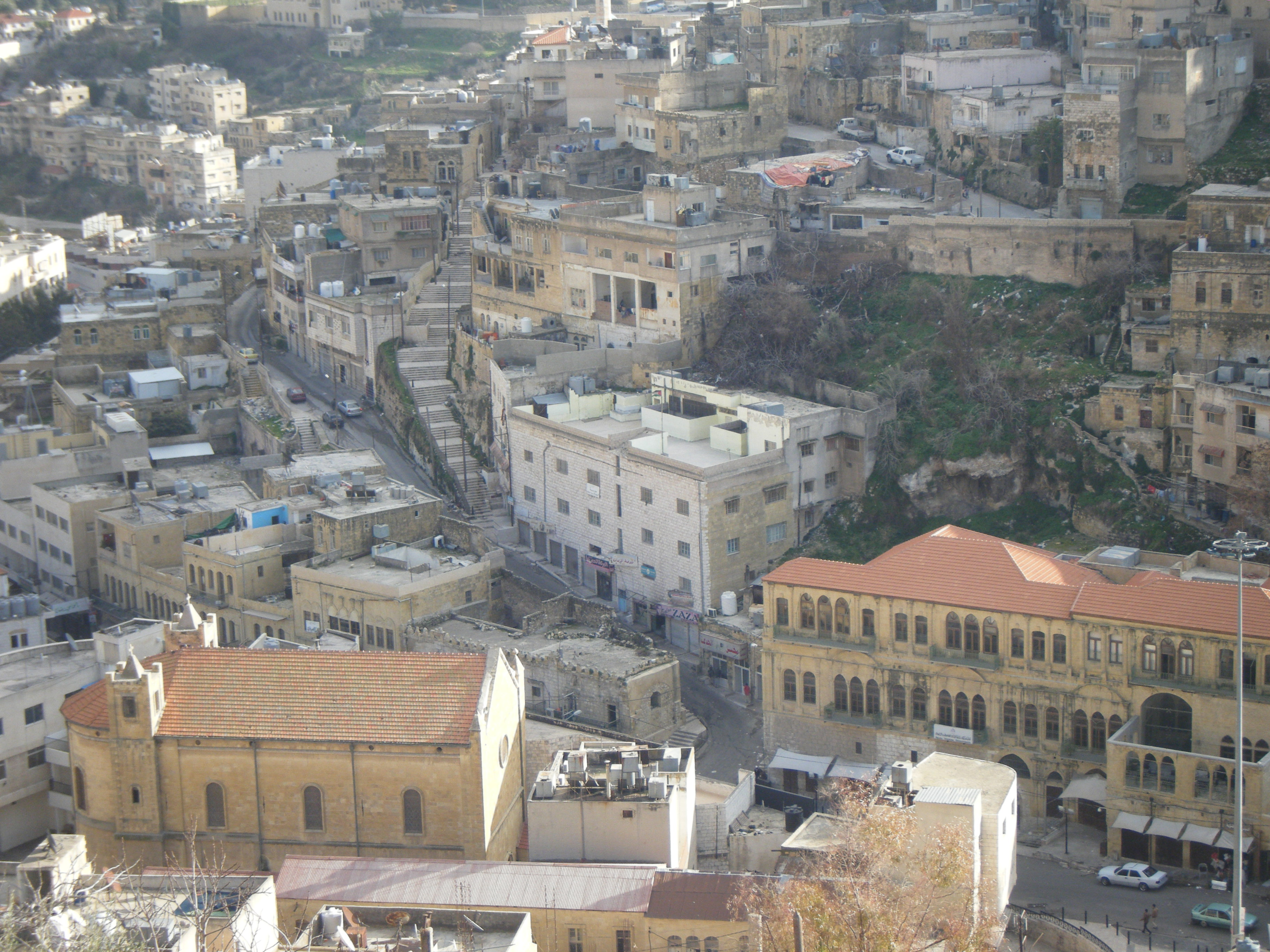
حارة الأكراد بالبلدة القديمة في السلط.

الكُرد في الأردن هم مواطنون أردنيون من أصلٍ كردي، سواء كانوا قد وُلدوا أو عاشوا في الأردن. يبلغ تعدادهم بين 40000 - 100,000 نسمة (2% من السكان)، يعيشون بشكل رئيسي في العاصمة عمّان، بالإضافة إلى إربد، السلط والزرقاء. انصهرت هذ المجموعة العرقية بشكل سريع بالمجتمع الأردني، بحيث أنه لم يُخصص لهم أي مقاعد في البرلمان الأردني التي تُمنح للأقليات.
عاش الكُرد في الأردن منذ 1173 مع استقرار الأيوبيين. كما استوطن الكُرد العاملين في القوات المسلحة العثمانية في السلط، كما أنه هناك حارة من حارات السلط القديمة الثلاث تُسمّى «حارة الكُرد». لقد فر عدد من الكُرد إلى الأردن بعد المذابح التي تعرضوا لها في تركيا في عشرينيات وثلاثينيات القرن الفائت. كما أن المزيد من الكُرد قد وصلوا من فلسطين بعد كل من النكبة عام 1948 وحرب 1967، وبعد وقت لاحق من العراق، خاصةً بعد حرب الخليج الثانية. يعيش في الأردن أيضًا الكثير من الكُرد الإيرانيين الموجودين في البلاد كلاجئين.
يُعتبر رئيس الوزراء الأردني الأسبق سعد جمعة من أهم أعلام المكوّن الكردي في المجتمع الأردني الذين وصلوا للمناصب العُليا في الدولة، والذي شكّل حكومتان في ستينات القرن العشرين.

## وصلات خارجية
- عن دخول الأكراد إلى الأردن | قناة رؤيا